# الجمهورية الفارسية الاشتراكية السوفيتية
الجمهورية الفارسية الإشتراكية السوفيتية (المعروفة على نطاق واسع باسم جمهورية غيلان السوفيتية) كانت جمهورية سوفيتية لم تدم طويلًا في مقاطعة غيلان الإيرانية وقد دامت من يونيو 1920 حتى سبتمبر 1921. تأسست الجمهورية على يد زعيم الحركة الدستورية بغيلان ميرزا كوشاك خان وحزبه حركة جانجل (حركة الغابة)، بمساعدة الجيش الأحمر السوفيتي.

## الحكومة الأولى
- محمد طاغي بير بازار – مفوض المالية
- مير شمس الدين فاغري – مفوض الداخلية
- سيد جعفر ساراي – مفوض الخارجية
- محمود رضا – مفوض العدل
- أبو القاسم رضا زاده – مفوض التجارة
- نصر الله رضا –البريد والتلغراف
- محمد علي جلاق – مفوض المنافع العامة
- علي حبيبي – مفوض الشرطة
- منصور بافار – رئيس الصحة
- ميرزا شكرلله خان تنقبن – رئيس البحوث
- أمير طاكا – رئيس لجنة الحرب

### الإنقلاب
لم تثمر جهود ميرزا لحل النزاعات الدموية عن طريق إرسال التماس من خلال مندوبان من رجاله إلى رئيس الوزراء السوفيتي فلاديمير لينين إلى حل. وبحلول عام 1921، وخاصة بعد الاتفاق الذي تم التوصل إليه بين الاتحاد السوفيتي وبريطانيا، قرر السوفييت عدم مواصلة دعم جمهورية غيلان السوفييتية. تم التوقيع على معاهدة الصداقة الروسية الفارسية (1921)، مما يضمن العلاقات السلمية بين البلدين والتي أسفرت عن انسحاب القوات السوفيتية.
بدأ رضا خان مربانج، الذي نفذ إنقلابًا ناجحًا مع السيد ضياء الدين طباطبائي قبل عدة أيام، بإعادة تأكيد سيطرة الحكومة المركزية على غيلان ومازاندران. انتهت جمهورية غيلان السوفيتية رسميًا في سبتمبر من العام 1921. فر ميرزا وصديقه الألماني غاوك (هوشانغ) وحدهما إلى جبال ألبرز، حيث مات من الصقيع. يقال أن شخصًا محليًا قطع رأسه وقد عرض رأسه في راشت لتأسيس الهيمنة الجديدة للحكومة على الثورة والأفكار الثورية.[بحاجة لمصدر]